# Fiat Punto GT
La Fiat Punto GT era il modello più potente della gamma Punto introdotta nel 1993.
GT sta per GranTurismo, sigla già introdotta con la Fiat Tipo.
Era dotata di un motore da 1372 cm³ (derivato da quello della Fiat Uno Turbo seconda serie) alimentato ad iniezione elettronica multipoint Bosch Motronic M2.7 con accensione statica integrata e sovralimentato da un turbocompressore IHI modello VL7 raffreddato ad acqua con pressione di sovralimentazione di 1,3 bar (1,6 bar in overboost), con sistema di raffreddamento aria-aria (intercooler) e radiatore  dell'olio.
Accreditato di 98 kW di potenza (133 CV), questo propulsore, secondo i dati dichiarati da Fiat Auto, era in grado di spingerla a quasi 205 km/h (204,7) e di farla accelerare da 0 a 100 km/h in 7,9 secondi.

## Le tre versioni della GT
La GT ha subìto 2 grandi restyling che hanno diviso la produzione in 3 versioni:
- 1ª versione: dal 1993 al 1995
- 2ª versione: dal 1995 al 1997
- 3ª versione: dal 1997 fino alla fine della produzione, indicativamente nel 1999.

### Prima versione
La prima versione della GT non è stata presentata al lancio della Punto, ma qualche mese dopo, come è prassi Fiat per i modelli più sportivi o particolari.
Si presentava sul mercato dotata di specchietti elettrici in tinta carrozzeria con sbrinamento, cerchi in lega da 14" con gommatura 185/55, minigonne nere in plastica non in tinta vettura, modanature laterali nere con striscia rossa, lavafari sul paraurti anteriore, ABS a 4 sensori, fari doppia parabola regolabili in altezza, fendinebbia, sedili sportivi, volante specifico e pomello del cambio, entrambi in pelle. Il quadro strumenti, con fondo nero e striscia rossa, specifico per la GT (ma simile nella grafica a quello della TD 70 ELX), comprendeva tachimetro con fondoscala a 240 km/h, contagiri, indicatore di temperatura acqua, livello della benzina, pressione olio e pressione turbina. I sedili erano in tessuto misto al velluto, chiamato "velluto ardesia", non propriamente sportivi, ma comunque specifici per questo modello. Quello lato guida presentava di serie la regolazione in altezza e della fascia lombare. L'airbag era un optional che faceva perdere il volante in pelle specifico, in favore dello stesso volante della versione Punto ELX rivestito però in pelle.
Sempre a richiesta era possibile installare l'airbag per il lato passeggero e la predisposizione per l'autoradio; quest'ultima presentava una modifica sostanziale alle portiere anteriori: delle tasche diverse nel pannello porta, per un woofer da 16,5 cm.
Per il resto la vettura aveva la stessa dotazione di serie dell'allestimento "Punto ELX".
Il motore della prima versione era identificato con il codice 176A4.000, avente potenza di 98 kW, ovvero 133 CV.

### Seconda versione
La seconda versione della GT venne presentata nel 1995. I fari anteriori erano stati sostituiti con dei gruppi dalle stesse caratteristiche ma con parabole, plastiche interne e rivestimento esterno di colore nero (quelli della versione originale erano gli stessi a doppia parabola della Punto ELX, chiari) creando un effetto "fumè" che donava sportività al frontale; le minigonne sottoporta erano ora in tinta con la carrozzeria. Cambiavano le modanature laterali, ora tutte nere con il logo "GT" stilizzato introdotto con questa versione e riportato anche sul portellone posteriore come targhetta identificativa del modello.
Il quadro strumenti vedeva il colore dei fondini passare dal nero al più sportivo bianco, specifico e unico per questa versione. I sedili, dal nuovo design, assumevano una seduta più bassa e un profilo più avvolgente e il volante veniva sostituito con uno dallo stesso design di quelli usati su Fiat barchetta e Fiat Coupé, in pelle e dotato di serie del dispositivo airbag. L'airbag per il lato passeggero rimaneva a richiesta. Il logo FIAT sul volante per questo modello inizialmente era in rilievo e dello stesso colore della plastica, in seguito fu poi sostituito da un logo metallico e a colori.
La tappezzeria interna di serie presentava un tessuto nuovo, chiamato "tessuto grigio"; a richiesta erano disponibili gli interni in pelle.
Cambiavano anche le plastiche delle portiere anteriori: nella prima serie erano le stesse della ELX, maggiormente rifinite, con il bordo superiore a filo del vetro, in plastica grigia e "meglio" raccordata con il cruscotto. Ora erano stilisticamente gli stessi pannelli porta della versione "S" della Punto, ma con tappezzeria specifica.
Ancora a richiesta la predisposizione per l'autoradio e relativa presenza della tasca con woofer da 16,5 cm in portiera.
Il motore non subiva sostanziali modifiche: il codice identificativo è lo stesso della prima serie, 176A4.000 accreditato sempre di 98 kW e quindi 133 CV. Cambiava in parte l'impianto elettrico, con una nuova centralina di gestione motore che ora presentava il sistema di sicurezza "CODE" della Fiat, il quale, tramite un transponder nella chiave, permette il riconoscimento della chiave originale senza cui il motore non si avviava.

### Terza versione
Il secondo restyling del 1997 vedeva pochi cambiamenti dal punto di vista estetico rispetto alla seconda versione: gli interni presentavano una plastica del cruscotto dal colore grigio più scuro, aggiornamento che aveva toccato tutta la gamma Punto dal 1997 in poi, inoltre i cerchi in lega, rimasti invariati nel disegno, non erano più grigio chiaro, ma antracite metallizzato.
Gli interni presentavano dei sedili simili nella forma a quelli della seconda serie ma con una nuova tappezzeria nero/blu scuro che presentava il logo GT su tutta la superficie, chiamata "tessuto nero". Cambiavano anche gli specchietti, ora con una coppa esterna in tinta, smontabile e verniciabile separatamente dallo specchietto (modifica che ha interessato tutta la gamma Punto).
Il climatizzatore, ora però con ricircolo manuale (a differenza delle versioni precedenti dove era elettrico), divenne accessorio di serie.
Anche qui ancora a richiesta la predisposizione per l'autoradio e relativa presenza della tasca con woofer da 16,5 cm in portiera.
Venne ridotta la dotazione interna, vediamo infatti sparire lo specchietto di cortesia nell'aletta parasole lato guida, la serratura del cassetto portaoggetti, la spia di segnalazione delle luci "stop" non funzionanti e dei pattini usurati; non presenti nemmeno nella dotazione degli optional a richiesta.
Modifiche piuttosto importanti, invece, riguardavano il motore: era stata sostituita la testa e l'aspirazione veniva gestita da una nuova farfalla, con un controllo del minimo direttamente collegato alla valvola stessa. Cambiava il rapporto di compressione, salito a 9:1, modifica che limitava la pressione di sovralimentazione a 1,2 bar costanti (dato ufficiale FIAT). Inoltre, altri particolari di minore importanza portavano la Punto GT a rispettare la normativa anti-inquinamento Euro 2 anziché Euro 1.
Tali modifiche facevano perdere 3 CV, abbassando la potenza totale a 130 CV e facendo salire lo scatto 0–100 km/h a 8,2 secondi. La maggior compressione del motore aumentava però l'elasticità di marcia ai bassi regimi.
La produzione cessò ufficialmente nel tardo 1999, insieme ovviamente alle altre Punto prima serie. In realtà fu un modello che fu possibile acquistare, spesso con enormi sconti, anche successivamente all'introduzione della seconda serie, al fine di evaderne le giacenze.
I modelli che hanno sostituito "idealmente" la GT sono la HGT e le Fiat Punto HGT Abarth, dotate di un motore 1747 cm³ (1.8) 16v da 131 CV, lo stesso motore montato su Fiat Coupé e Fiat Barchetta; la HGT già nel nome sottolineava la parentela con la GT, aggiungendo semplicemente una H alla sigla (nome utilizzato dalla Fiat già in precedenza per indicare una versione della Bravo, la Bravo HGT con motore 5 cilindri 2.0 20v).
Le sigle che iniziavano con la lettera H vennero usate dalla Fiat inizialmente sulla Tipo, per indicare la HSD (acronimo di High Safety Drive), uno degli ultimi modelli, quando già aveva subito il restyling, e che era dotato di particolari accorgimenti per la sicurezza, tra cui barre anti-intrusione nella portiera e airbag. Sulla HGT si presume stesse a indicare High Gran Turismo.

## Dati tecnici

### Motore
Di questo motore ne esistono due versioni che differiscono in alcuni particolari.
La prima e la seconda versione furono equipaggiate con il più prestante 176A4.000.
Successivamente, nel 1997 fu sostituito con il 176B6.000, che a fronte di minori prestazioni permetteva di rientrare nelle più severe norme antinquinamento EURO2.
Si tratta di motori ciclo Otto a 4 tempi, quattro cilindri e due valvole per cilindro con un albero a camme in testa. La cilindrata era di 1.372 cm³ (alesaggio 80,5mm - corsa 67,4mm). Le potenze erano di 98 kW (133 CV) a 5750 g/min (176A4000) e 96 kW (130 CV) a 5600 g/min (176B6000) con una coppia motrice di 204 Nm (21,2 kgm) a 3000 g/min.
Entrambe le motorizzazioni sono equipaggiate con il medesimo gruppo turbocompressore dotato della medesima taratura, modello IHI VL7 raffreddato ad acqua con la pressione di sovralimentazione gestita dalla centralina. Alla gestione del motore provvede una centralina Bosch Motronic 2.7 mentre l'iniezione del carburante è di tipo multi-point sequenziale fasata. La centralina del motore gestiva anche l'overboost: se al motore era richiesta la massima potenza, essa portava per alcuni secondi la pressione di sovralimentazione da 1,3 bar (pressione di esercizio) a 1,6 bar, concedendo una iniezione di potenza e coppia supplementare.

### Impianto frenante
I freni nelle tre versioni della GT hanno subito tre modifiche: su tutte le ruote erano montati freni a disco, con quelli anteriori autoventilanti. La prima versione era dotata di pinze senza molletta reggipinza, la seconda versione venne dotata di pinze riviste rispetto alla prima versione; condividevano lo stesso modello di pastiglia, ma era stato eliminato il problema del rumore. Erano dimensionalmente identiche.
La terza versione della GT ha una pinza nuova, più grande nelle dimensioni, stesso modello montato sulla Bravo GT e altre auto del gruppo FIAT. Si tratta sempre di una pinza a singolo pistone, le cui dimensioni sono maggiorate, il pistone copre tutta l'area della pastiglia, che ha cambiato forma e dimensione rispetto alle precedenti, risultando più grande. Invariato il disco.
A seguito di questa modifica, sulla terza versione erano migliorate le doti in frenata.
Dal secondo semestre del 1998 vennero adottate delle nuove pinze posteriori, il modello di pastiglia rimase però invariato.
| Caratteristiche tecniche - Fiat Punto GT (176A4000)                   | Caratteristiche tecniche - Fiat Punto GT (176A4000) | Caratteristiche tecniche - Fiat Punto GT (176A4000) | Caratteristiche tecniche - Fiat Punto GT (176A4000) | Caratteristiche tecniche - Fiat Punto GT (176A4000) | Caratteristiche tecniche - Fiat Punto GT (176A4000) |
| Configurazione                                                        | Configurazione | Configurazione | Configurazione | Configurazione | Configurazione |
| --------------------------------------------------------------------- | --- | --- | --- | --- | --- |
| Carrozzeria: Berlina                                                  | Carrozzeria: Berlina | Posizione motore: anteriore | Posizione motore: anteriore | Trazione: anteriore | Trazione: anteriore |
| Dimensioni e pesi                                                     | | | | | |
| Ingombri (lungh.×largh.×alt. in mm): 3770 × 1625 × 1440               | Ingombri (lungh.×largh.×alt. in mm): 3770 × 1625 × 1440 | Ingombri (lungh.×largh.×alt. in mm): 3770 × 1625 × 1440 | Ingombri (lungh.×largh.×alt. in mm): 3770 × 1625 × 1440 | Diametro minimo sterzata: 9,7 m | Diametro minimo sterzata: 9,7 m |
| Interasse: 2450 mm                                                    | Interasse: 2450 mm | Carreggiate: anteriore 1380 - posteriore 1360 mm | Carreggiate: anteriore 1380 - posteriore 1360 mm | Altezza minima da terra: | Altezza minima da terra: |
| Posti totali: 5                                                       | Posti totali: 5 | Bagagliaio: 240 L | Bagagliaio: 240 L | Serbatoio: 51 L | Serbatoio: 51 L |
| Masse                                                                 | / in ordine di marcia: 1000 kg | / in ordine di marcia: 1000 kg | / in ordine di marcia: 1000 kg | / in ordine di marcia: 1000 kg | / in ordine di marcia: 1000 kg |
| Meccanica                                                             | | | | | |
| Tipo motore: ciclo Otto a 4 tempi, 4 cilindri, 2 valvole per cilindro | Tipo motore: ciclo Otto a 4 tempi, 4 cilindri, 2 valvole per cilindro | Tipo motore: ciclo Otto a 4 tempi, 4 cilindri, 2 valvole per cilindro | Cilindrata: (alesaggio 80,5 mm - corsa 67,4 mm); totale 1.372 cm³ | Cilindrata: (alesaggio 80,5 mm - corsa 67,4 mm); totale 1.372 cm³ | Cilindrata: (alesaggio 80,5 mm - corsa 67,4 mm); totale 1.372 cm³ |
| Distribuzione: cinghia dentata                                        | Distribuzione: cinghia dentata | Distribuzione: cinghia dentata | Alimentazione: iniezione | Alimentazione: iniezione | Alimentazione: iniezione |
| Prestazioni motore                                                    | Potenza: 98 kW (133 CV) a 5750 g/min / Coppia: 204 Nm (21,2 kgm) a 3000 g/min | Potenza: 98 kW (133 CV) a 5750 g/min / Coppia: 204 Nm (21,2 kgm) a 3000 g/min | Potenza: 98 kW (133 CV) a 5750 g/min / Coppia: 204 Nm (21,2 kgm) a 3000 g/min | Potenza: 98 kW (133 CV) a 5750 g/min / Coppia: 204 Nm (21,2 kgm) a 3000 g/min | Potenza: 98 kW (133 CV) a 5750 g/min / Coppia: 204 Nm (21,2 kgm) a 3000 g/min |
| Frizione:                                                             | Frizione: | Frizione: | Cambio: a 5 marce+retromarcia con sincronizzatori per le sole marce avanti. Comando ad asta rigida e cavo flessibile. Rapporti: 1°: 3,909 - 2°: 2,238 - 3°: 1,520 - 4°: 1,156 - 5°: 0,872 - R: 3,909                                                           | Cambio: a 5 marce+retromarcia con sincronizzatori per le sole marce avanti. Comando ad asta rigida e cavo flessibile. Rapporti: 1°: 3,909 - 2°: 2,238 - 3°: 1,520 - 4°: 1,156 - 5°: 0,872 - R: 3,909                                                           | Cambio: a 5 marce+retromarcia con sincronizzatori per le sole marce avanti. Comando ad asta rigida e cavo flessibile. Rapporti: 1°: 3,909 - 2°: 2,238 - 3°: 1,520 - 4°: 1,156 - 5°: 0,872 - R: 3,909                                                           |
| Telaio                                                                | | | | | |
| Corpo vettura                                                         | in acciaio zincato a struttura portante | in acciaio zincato a struttura portante | in acciaio zincato a struttura portante | in acciaio zincato a struttura portante | in acciaio zincato a struttura portante |
| Sterzo                                                                | a cremagliera servoassistito tramite pompa meccanica | a cremagliera servoassistito tramite pompa meccanica | a cremagliera servoassistito tramite pompa meccanica | a cremagliera servoassistito tramite pompa meccanica | a cremagliera servoassistito tramite pompa meccanica |
| Sospensioni                                                           | anteriori: di tipo MacPherson, molle a elica disassate e ammortizzatori idraulici a doppio effetto, barra antirollio. / posteriori: a ruote indipendenti con bracci longitudinali tirati, molle elicoidali, ammortizzatori a gas telescopici, barra antirollio | anteriori: di tipo MacPherson, molle a elica disassate e ammortizzatori idraulici a doppio effetto, barra antirollio. / posteriori: a ruote indipendenti con bracci longitudinali tirati, molle elicoidali, ammortizzatori a gas telescopici, barra antirollio | anteriori: di tipo MacPherson, molle a elica disassate e ammortizzatori idraulici a doppio effetto, barra antirollio. / posteriori: a ruote indipendenti con bracci longitudinali tirati, molle elicoidali, ammortizzatori a gas telescopici, barra antirollio | anteriori: di tipo MacPherson, molle a elica disassate e ammortizzatori idraulici a doppio effetto, barra antirollio. / posteriori: a ruote indipendenti con bracci longitudinali tirati, molle elicoidali, ammortizzatori a gas telescopici, barra antirollio | anteriori: di tipo MacPherson, molle a elica disassate e ammortizzatori idraulici a doppio effetto, barra antirollio. / posteriori: a ruote indipendenti con bracci longitudinali tirati, molle elicoidali, ammortizzatori a gas telescopici, barra antirollio |
| Freni                                                                 | anteriori: a disco da 257 mm / posteriori: a disco da 240 mm | anteriori: a disco da 257 mm / posteriori: a disco da 240 mm | anteriori: a disco da 257 mm / posteriori: a disco da 240 mm | anteriori: a disco da 257 mm / posteriori: a disco da 240 mm | anteriori: a disco da 257 mm / posteriori: a disco da 240 mm |
| Pneumatici                                                            | 185/55R14 (pneumatico da neve: 165/65R14 78Q) / Cerchi: 5.5Jx14 | 185/55R14 (pneumatico da neve: 165/65R14 78Q) / Cerchi: 5.5Jx14 | 185/55R14 (pneumatico da neve: 165/65R14 78Q) / Cerchi: 5.5Jx14 | 185/55R14 (pneumatico da neve: 165/65R14 78Q) / Cerchi: 5.5Jx14 | 185/55R14 (pneumatico da neve: 165/65R14 78Q) / Cerchi: 5.5Jx14 |
| Prestazioni dichiarate                                                | | | | | |
| Velocità: 204,1 km/h                                                  | Velocità: 204,1 km/h | Velocità: 204,1 km/h | Accelerazione: 0-100 m: 7,81 s con uscita a 91,7 km/h - 0-1000 m: 29,04 s con uscita a 176,2 km/h | Accelerazione: 0-100 m: 7,81 s con uscita a 91,7 km/h - 0-1000 m: 29,04 s con uscita a 176,2 km/h | Accelerazione: 0-100 m: 7,81 s con uscita a 91,7 km/h - 0-1000 m: 29,04 s con uscita a 176,2 km/h |
| Consumi                                                               | a 130 km/h: 11 km/L - al limite: 4,73 km/L - in città: 9,8 km/L | a 130 km/h: 11 km/L - al limite: 4,73 km/L - in città: 9,8 km/L | a 130 km/h: 11 km/L - al limite: 4,73 km/L - in città: 9,8 km/L | a 130 km/h: 11 km/L - al limite: 4,73 km/L - in città: 9,8 km/L | a 130 km/h: 11 km/L - al limite: 4,73 km/L - in città: 9,8 km/L |
| Omologazione: Euro 1                                                  | Omologazione: Euro 1 | Omologazione: Euro 1 | Emissioni CO2: a monte del catalizzatore: CO 0,4-1 % - HC =< 600 ppm - CO2 >= 12 % / a valle del catalizzatore: CO <= 0,35 % - HC =< 90 ppm - CO2 >= 13 % | Emissioni CO2: a monte del catalizzatore: CO 0,4-1 % - HC =< 600 ppm - CO2 >= 12 % / a valle del catalizzatore: CO <= 0,35 % - HC =< 90 ppm - CO2 >= 13 % | Emissioni CO2: a monte del catalizzatore: CO 0,4-1 % - HC =< 600 ppm - CO2 >= 12 % / a valle del catalizzatore: CO <= 0,35 % - HC =< 90 ppm - CO2 >= 13 % |
| Altro                                                                 | | | | | |
| Impianto di raffreddamento                                            | a liquido con capacità del circuito: 6 L - miscela: 50% acqua distillata e 50% liquido antigelo | a liquido con capacità del circuito: 6 L - miscela: 50% acqua distillata e 50% liquido antigelo | a liquido con capacità del circuito: 6 L - miscela: 50% acqua distillata e 50% liquido antigelo | a liquido con capacità del circuito: 6 L - miscela: 50% acqua distillata e 50% liquido antigelo | a liquido con capacità del circuito: 6 L - miscela: 50% acqua distillata e 50% liquido antigelo |
| Lubrificazione                                                        | a carter umido tramite pompa a ingranaggi con depurazione tramite filtro in carta. Capacità coppa: 3,63 L, capacità totale: 4,4 L taratura spruzzatori olio: >1,1 bar                                                                                          | a carter umido tramite pompa a ingranaggi con depurazione tramite filtro in carta. Capacità coppa: 3,63 L, capacità totale: 4,4 L taratura spruzzatori olio: >1,1 bar                                                                                          | a carter umido tramite pompa a ingranaggi con depurazione tramite filtro in carta. Capacità coppa: 3,63 L, capacità totale: 4,4 L taratura spruzzatori olio: >1,1 bar                                                                                          | a carter umido tramite pompa a ingranaggi con depurazione tramite filtro in carta. Capacità coppa: 3,63 L, capacità totale: 4,4 L taratura spruzzatori olio: >1,1 bar                                                                                          | a carter umido tramite pompa a ingranaggi con depurazione tramite filtro in carta. Capacità coppa: 3,63 L, capacità totale: 4,4 L taratura spruzzatori olio: >1,1 bar                                                                                          |
| Note                                                                  | Cx dichiarato 0,32 | Cx dichiarato 0,32 | Cx dichiarato 0,32 | Cx dichiarato 0,32 | Cx dichiarato 0,32 |
| Fonte dei dati: Tratte dal periodico Auto                             | | | | | |